# Parada Colombo
A Parada Colombo é uma das estações do VLT Carioca, situada na rua Sete de Setembro entre a avenida Rio Branco e a rua Gonçalves Dias, no Rio de Janeiro. Seu nome é em homenagem a Confeitaria Colombo, ponto turístico, próximo à estação. A próxima estação, no sentido Praça XV–Praia Formosa, é a Tiradentes e, no sentido contrário, a estação terminal Praça XV.
Inaugurada em 6 de fevereiro de 2017 com a presença do prefeito do Rio, Marcelo Crivella. Durante a primeira semana de funcionamento — como aconteceu com a Linha 1 — não houve cobrança de passagens. Apenas quatro estações entraram em funcionamento na linha 2: Praça XV, Colombo, Tiradentes e Saara.